# Zentralstelle für jüdische Auswanderung in Amsterdam

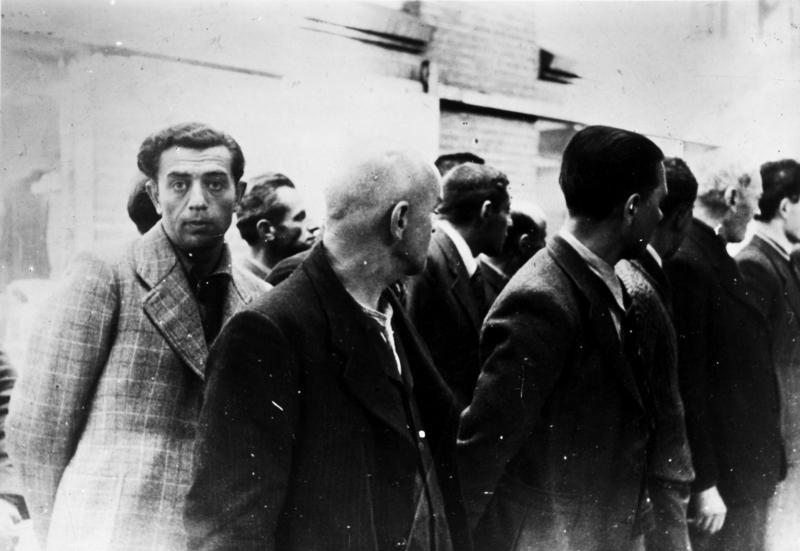
Gemigreerde Duitse Joden die in Nederland in hechtenis zijn genomen (1940)

De Zentralstelle für jüdische Auswanderung (letterlijke vertaling 'Centraal bureau voor Joodse emigratie') in Amsterdam organiseerde vanaf het voorjaar van 1941 tot het najaar van 1943 de deportatie van Joden uit Nederland naar concentratiekampen in Duitsland en Polen.
De Nederlandse Zentralstelle werd op bevel van Reinhard Heydrich, op verzoek van Arthur Seyss-Inquart, opgericht. De oprichting werd nooit officieel afgekondigd; pas in augustus 1941 beschikte de Zentralstelle over eigen briefpapier. Jacques Presser was van mening dat zij:
zou dienen als model voor de oplossing van de Jodenkwestie (die Endlösung der Judenfrage) in alle Europese staten die onder Duits bewind stonden. Naast de Zentralstelle in Amsterdam bestonden er reeds gelijknamige instellingen in Wenen en Praag.
De Zentralstelle kreeg drie taken toegewezen:
1. de Erfassung sämtlicher Juden;
2. de Überwachung des jüdischen Lebens;
3. de zentrale Steuerung der Auswanderung.

Spoedig na de oprichting werd de leiding over de Zentralstelle door dr. Wilhelm Harster, Befehlshaber der Sicherheitspolizei und des SD, in handen gelegd van Willy Lages. De tweede man van de Zentralstelle was Ferdinand aus der Fünten. Lages verving Hellmuth Reinhard die al snel moest vertrekken omdat hij niet alleen agressief optrad richting leden van de Joodsche Raad, maar ook ruzie maakte met zijn meerdere. De Zentralstelle begon pas op grote schaal activiteiten te ontplooien na de openbaarmaking op 15 september 1941 van de Anordnung über das Auftreten von Juden in der Öffentlichkeit, uitgevaardigd door Hanns Albin Rauter. Op 3 februari 1942 werd de opdracht aan de Zentralstelle gewijzigd, deze luidde toen:
1. die Steuerung des jüdischen Lebens (Befehlsausgabe an den Judenrat, jüdische Organisationen, Schulung, Fürsorge, Arbeitseinsatz, Wochenblatt)
2. die Durchführung der Anordnung über das Auftreten der Juden in der Öffentlichkeit (Bestimmung örtlicher und zeitlicher Beschränkungen im einzelnen, Überwachung der Kennzeichnung, Zulassung zu öffentlichen Einrichtungen und Veranstaltungen, Umzugsgenehmigungen)
3. die Vorbereitung der Endlösung (Durchschleusung durch die Zentralstelle für jüdische Auswanderung, Umsiedlungsaktionen, Lager Westerbork, Vorbereitung der Aussiedlung)

Met deze opdracht werd de Zentralstelle tot het belangrijkste apparaat van de Jodenvervolgingen in Nederland tijdens de Tweede Wereldoorlog. Hoewel verbonden aan de in de Euterpestraat gevestigde Aussenstelle
van de Sicherheitspolizei und SD, waren haar kantoren gevestigd in de daartegenover liggende school aan het Adama van Scheltemaplein.
De opsporing en uitvoering van de Duitse maatregelen tegen de Joodse bevolking in Amsterdam werd op 1 juni 1942 in handen gegeven van Bureau Joodsche Zaken, dat werkzaam bleef tot aan 8 mei 1943 toen het merendeel van de Joden reeds waren gedeporteerd 
Tijdens zijn proces vertelde Aus der Fünten dat hij acht tot tien Duitse militairen onder zich had, ongeveer twaalf civiele Duitsers en zestig tot tachtig Nederlanders. Allen werkten op het bureau. 